# 上诺伊基兴
上诺伊基兴是奥地利上奥地利州乌尔法尔城郊县的一个市镇。总面积35平方公里，总人口3103人，人口密度88.7人/平方公里（2005年）。